# Siegel Ohios
Das Siegel des US-Bundesstaates Ohio wurde im Jahr 1996 zum vorläufig letzten Mal geändert.

## Beschreibung

Flagge Ohios

Das Siegel Ohios zeigt eine Weizengarbe auf einem kultivierten Feld als Symbol für die Landwirtschaft des Bundesstaates und ein Bündel von 17 Pfeilen als Erinnerung daran, dass Ohio als 17. Staat in die Vereinigten Staaten aufgenommen wurde.
Über einer stilisierten Darstellung des Mount Logan im Ross County und dem Scioto-Fluss geht die Sonne auf.
Um das Siegel herum steht die englische Bezeichnung:

“The Great Seal of the State of Ohio”

„Das Große Siegel des Staates Ohio“

## Geschichte
Das Design dieses Siegels wurde mindestens zehnmal geändert. Die gegenwärtige Version wurde im Jahr 1967 angenommen und im Jahr 1996 modifiziert.